# مردی که دروغ می‌گوید
مردی که دروغ می‌گوید (فرانسوی: L'Homme qui ment‎؛ اسلواکی: Muž, ktorý luže) فیلمی درام به کارگردانی آلن رب-گریه محصول مشترک سینمای فرانسه و چکسلواکی است که سال ۱۹۶۸ اکران شد. بازیگر نقش اول فیلم ژان-لویی ترنتینیان است که توانست خرس نقره‌ای برای بهترین بازیگر مرد را در هجدهمین جشنواره فیلم برلین از آن خود کند.